# دانشگاه صنعتی اصفهان
دانشگاه صنعتی اصفهان، با نام پیشین دانشگاه صنعتی آریامهر اصفهان یک دانشگاه صنعتی دولتی در استان اصفهان است که با بیش از ۲۳۰۰ هکتار مساحت بزرگ‌ترین دانشگاه کشور از لحاظ وسعت است. شهرک علمی تحقیقاتی اصفهان در مجاورت این دانشگاه قرار دارد. در تاریخ ۲۸ تیر ماه ۱۴۰۴ طی حکمی از سوی وزیر علوم، تحقیقات و فناوری، سید مهدی ابطحی به سرپرستی دانشگاه منصوب گردید.
این دانشگاه در سال ۱۳۵۶ هجری خورشیدی، تحت عنوان دانشگاه صنعتی آریامهر اصفهان، به عنوان واحد دانشگاهی شماره ۲ دانشگاه صنعتی آریامهر تهران تأسیس گردید. بعد از وقوع انقلاب اسلامی، از «دانشگاه صنعتی آریامهر در تهران» (دانشگاه صنعتی شریف) جدا شده، به «دانشگاه صنعتی اصفهان» تغییر نام داده شد و به صورت مستقل به فعالیت‌های خود ادامه داد.
 

## تاریخچه دانشگاه

رستوران مرکزی دانشجویان دانشگاه صنعتی اصفهان

در سال ۱۳۴۹، مسئولیت طرح ایجاد پردیس جدید دانشگاه صنعتی شریف را در اصفهان به دکتر ضرغام واگذار شد. دکتر امین زمینی به مساحت ۱۶ میلیون متر مربع در محل فعلی دانشگاه جهت ایجاد پردیس اصفهان دانشگاه شریف از دولت گرفته بود حل وفصل دعاوی روی این اراضی تا زمان سید حسین نصر نیز ادامه داشت. این مساحت عظیم به دانشگاه امکان می‌داد که بتواند مراکز پیشرفته پزوهشی وصنعتی را بدون هیچ گونه محدودیتی در جوار خود بوجود آورد ومنشا تحولات تحولات فنی وتکنولوزی پیشرفته در کشور گردد (نظیر این تفکر در استنفورد منجر به سیلیکون‌ولی شد که مد نظر بود). طرح جامع فونکسیونل عبارت بود از تعیین فضاهای مورد نیاز و روابط این فضاها با هم، طرحی که زیر بنای طرح جامع معماری وطرح هادی ساخت دانشگاه صنعتی اصفهان قرار گرفت.
تدوین سیاست‌های علمی ومهندسی دانشگاه و برنامه گسترش آن بر اساس دو پردیس تهران و اصفهان توسط کمیته از سرپرستان وکادر آموزشی ومسئولیت دکتر ضرغامی وبرنامه ارتباط با صنعت وگسترش تحقیقات وتامین تجهیزات پزوهشی دانشگاه و، تهیه طرح جامع فونکسیونل وطرح جامع معماری دانشگاه صنعتی اصفهان، در این دوره صورت گرفت. وبعدها فعالیت‌های ساختمانی پردیس اصفهان در سال ۵۳ با بیش از ۲۵۰ هزار متر مربع آغازگردید. از سال تحصیلی ۱۳۴۹–۱۳۵۰ جذب دانشجو از طریق کنکور سراسری صورت گرفت در حالیکه تا قبل از آن از طریق آزمون اختصاصی دانشگاه بود. یکی از اقدامات تشکیل کمیته ای شناسائئ دانشجویان مستعد واعزام آنها به ادامه تحصیل بود که اولین گروه (۲۰۰نفر) در سال ۱۳۵۰ اعزام گردیدند.
از مهر ۱۳۵۶، فعالیت‌های آموزشی در دانشگاه صنعتی اصفهان رسماً شروع شده و دانشگاه صنعتی شریف در تهران دانشجوی جدید نمی‌پذیرد. دولت وقت در تاریخ چهارم مرداد اعلامیه‌ای صادر می‌کند مبنی بر این که دوره لیسانس دانشگاه صنعتی به‌طور قطع به اصفهان منتقل می‌شود. در تاریخ ۲۷ مرداد در جلسه مطبوعاتی، شاه در جواب برای تعیین تکلیف دانشگاه صنعتی، اظهار داشت که هیئت امناء تکلیف دانشگاه را روشن خواهد کرد.
به دنبال گسترش تظاهرات ضد رژیم شاهنشاهی، آموزگار تغییر کرده و شریف امامی رئیس مجلس سنا به نخست‌وزیری منصوب گردید و دولت خود را دولت آشتی ملی اعلام کرد. در تاریخ ۹ شهریور ۵۷ در روزنامه کیهان اعلام می‌شود که موضوع دانشگاه صنعتی آریا مهر در جلسات دولت مطرح است و ۷۰۰ دانشجو برای تهران در این دانشگاه پذیرفته خواهد شدو ۱۵ شهریور رسماً اعلام می‌شود که دانشگاه صنعتی آریا مهر در تهران باقی می‌ماند و رئیس دانشگاه توسط شورای دانشگاه انتخاب خواهد شد.
طراحان اصلی و اولیه دانشگاه صنعتی آریامهر اصفهان هم از نظر ساختار درسی و هم از نظر شالوده سازمانی عبارت بودند از: شرکت آمریکایی آرتور دی لیتل (که یک شرکت مشاوره آکادمیک بود)، گوردون براون که ریاست کل دانشکده‌های مهندسی و از مدیران اصلی دانشگاه‌ام آی تی بود، جرج بوگلیارلو ریاست دانشکده فنی-مهندسی دانشگاه ایلینوی در شیکاگو، و مهدی ضرغامی معاونت دانشگاه صنعتی آریامهر در تهران.
براون شش دانشکده اولیه دانشگاه صنعتی اصفهان را تأسیس نمود. در گزارش نهایی وی از طرح جامع دانشگاه صنعتی آریامهر در اصفهان آمده:
هدف اصلی این مؤسسه آموزشی اجتناب از ساختار رایج و کلاسیک دانشگاهی و در عوض، سازماندهی و تمرکز دادن فعالیت‌های آکادمیک این دانشگاه بر روی مسائل فناوری مهم کشور ایران است. حقیقت نیازهای امروزی برای توسعه سریع ایران مستلزم این است که سیستم آموزشی این کشور صرفاً یک نسخه کپی از موسسات آموزشی غربی نباشد. به جای الگو برداری از سیستم‌های غربی و آنهم الگوهای بیست ساله‌ای که در غرب از رده خارج شده‌اند، سیستم آموزشی ایران باید بر اساس فرهنگ ایرانی و ویژگی‌های جامعهٔ ایرانی باشد.
و این همان سیاستی بود که سید حسین نصر که در آن زمان ریاست دانشگاه آریامهر تهران را بر عهده داشت دنبال می‌کرد. نصر کمک به بنیانگذاری دانشگاه صنعتی اصفهان را «از دستاوردهای بزرگ زندگی خود» می‌داند. دانشگاه‌های دیگر، همانند دانشگاه شیراز (و در زمینه پزشکی دانشگاه ارومیه) در آن دوره بر اساس شیوه‌های مدرن آمریکایی الگو برداری گردیده بودند.
دانشگاه صنعتی آریامهر اصفهان از موسساتی بود که برنامه‌های وسیع و گسترده‌ای برای آن قبل از انقلاب در نظر گرفته شده بود به‌طوری‌که برای ساخت دانشگاه اراضی وسیعی در حدود ۲۳۰۰ هکتار در نظر گرفته شده بود.

## رشته‌های دانشگاهی ارائه‌شده در دانشگاه
دانشگاه صنعتی اصفهان رشته‌های زیر را ارائه می‌نماید:

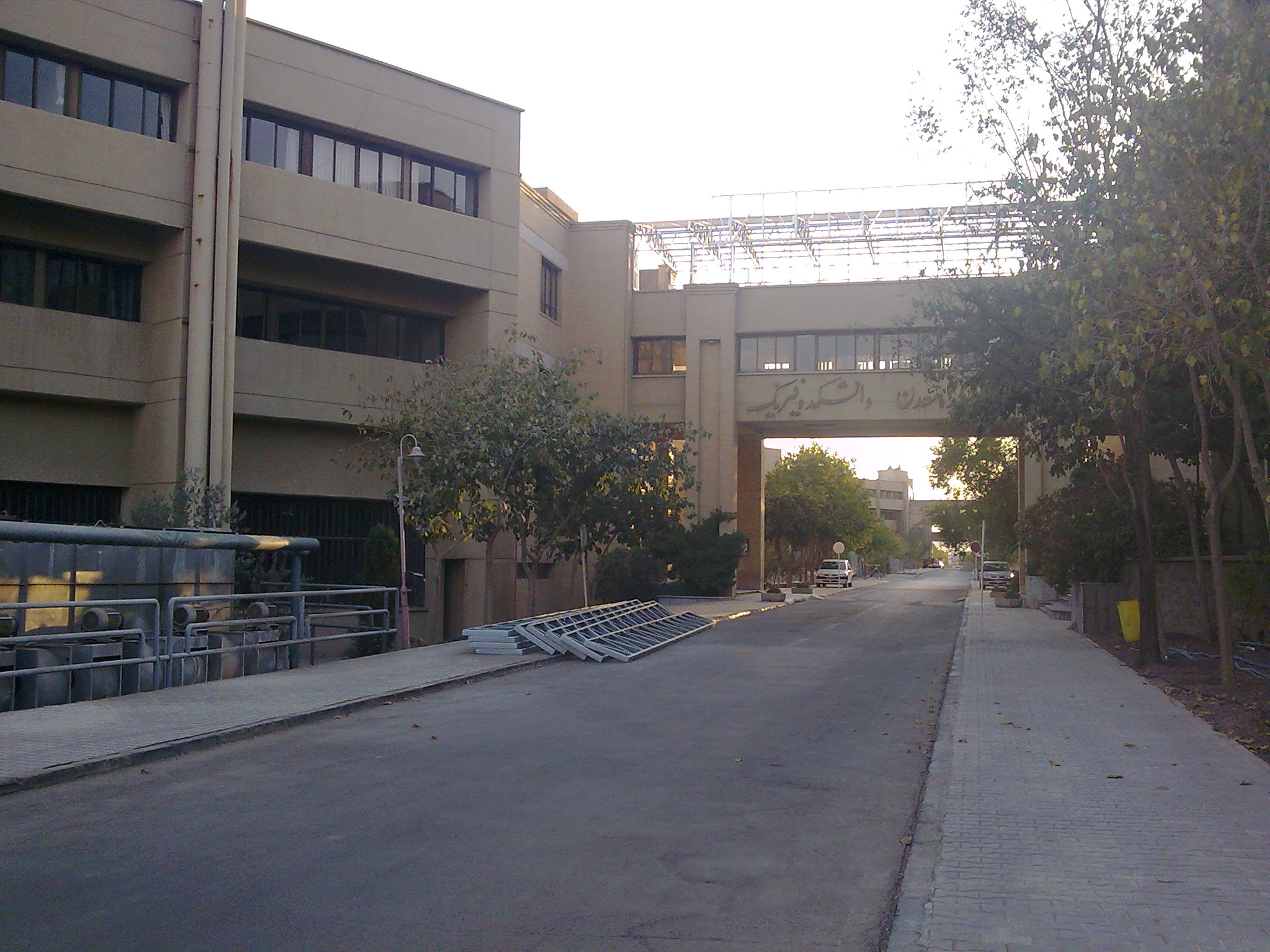
دانشکده فیزیک دانشگاه صنعتی اصفهان

### علوم پایه
- آمار
- ریاضی
- فیزیک

1. فیزیک ذرات بنیادی
2. فیزیک ماده چگال
3. فیزیک هسته‌ای

- شیمی

### فنی و مهندسی
- مهندسی برق

1. مهندسی کنترل
2. مهندسی قدرت
3. مهندسی الکترونیک
4. مهندسی مخابرات (مخابرات سیستم، مخابرات میدان و موج، شبکه‌های مخابراتی، مخابرات امن، مخابرات نوری)[۱۶]
5. مهندسی پزشکی

- مهندسی کامپیوتر

1. مهندسی نرم‌افزار
2. مهندسی فناوری اطلاعات (IT)
3. رایانش امن
4. سیستم‌های کامپیوتری هوشمند (معماری، هوش و رباتیک)

- مهندسی مکانیک

1. مهندسی مکانیک جامدات و طراحی‌های مکانیکی
2. مهندسی ساخت و تولید
3. مهندسی هوافضا
4. مهندسی مکانیک خودرو
5. مهندسی مکانیک سیالات و تبدیل انرژی
6. مهندسی تأسیسات مکانیکی
7. مهندسی هیدرولیک و پنوماتیک
8. مهندسی مکاترونیک

- مهندسی عمران

1. مهندسی سازه
2. مهندسی زلزله
3. مهندسی ژئوتکنیک
4. مهندسی راه و ترابری
5. مهندسی حمل و نقل (ترافیک)
6. مهندسی و مدیریت منابع آب
7. مهندسی آب و سازه‌های هیدرولیکی
8. مهندسی محیط زیست

- مهندسی شیمی

1. مهندسی جداسازی
2. مهندسی پدیده‌های انتقال
3. مهندسی پلیمر
4. مهندسی هسته‌ای

- مهندسی مواد

1. مهندسی متالورژی استخراجی
2. مهندسی متالورژی صنعتی
3. مهندسی شناسایی و انتخاب مواد
4. مهندسی استخراج فلزات
5. مهندسی ریخته‌گری
6. مهندسی خوردگی و حفاظت از مواد
7. مهندسی جوشکاری فلزات
8. مهندسی بیومواد
9. مهندسی نانومواد

- مهندسی صنایع و سیستم‌ها

1. مهندسی بهینه‌سازی
2. مهندسی لجستیک

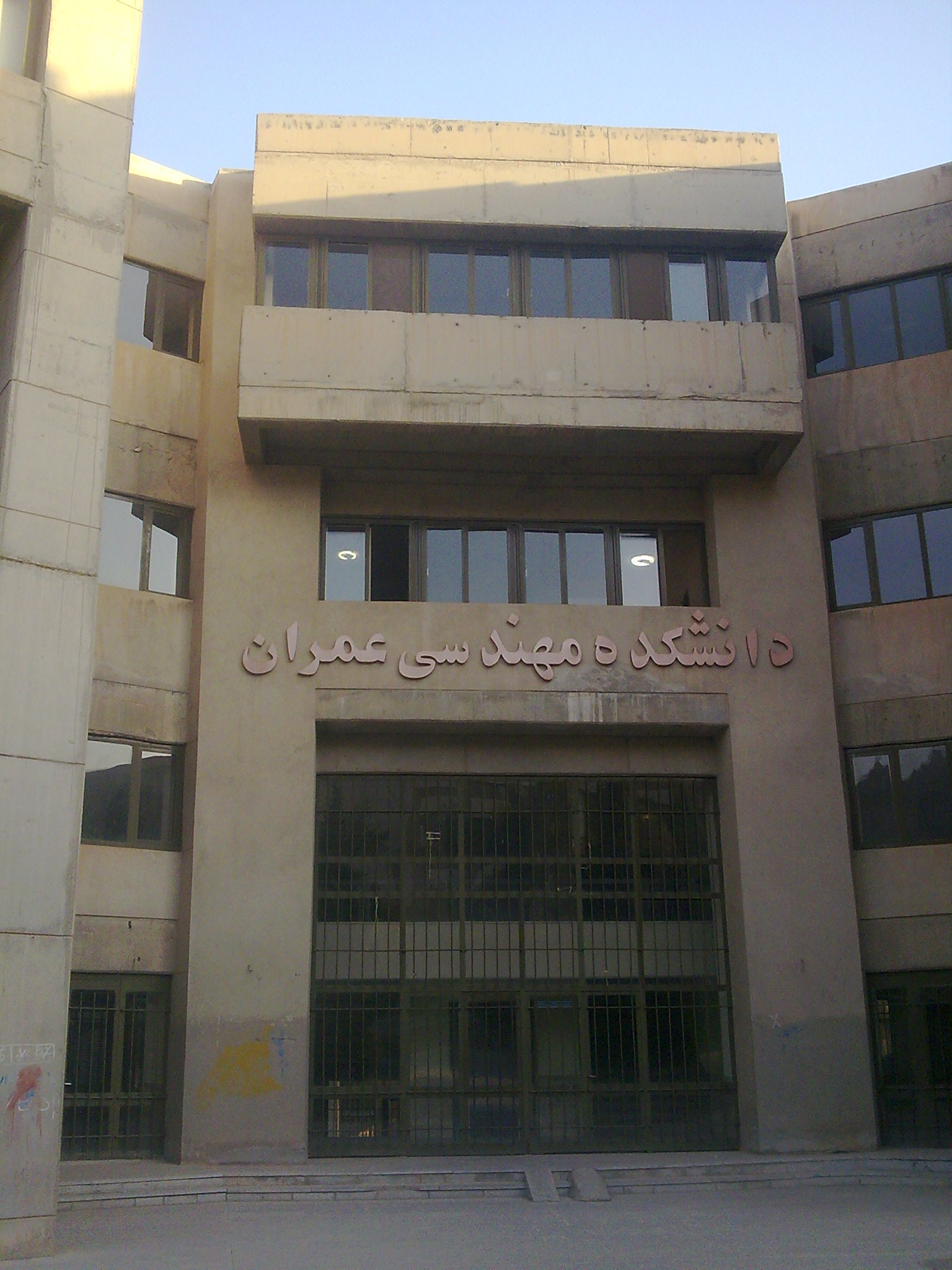
دانشکده عمران دانشگاه صنعتی اصفهان

3. مهندسی سیستم‌های اقتصادی و اجتماعی

- مهندسی نساجی

1. مهندسی فناوری نساجی
2. مهندسی الیاف
3. مهندسی پوشاک
4. مهندسی منسوجات صنعتی
5. مهندسی شیمی نساجی

- مهندسی معدن

1. مهندسی اکتشاف معدن
2. مهندسی استخراج معدن
3. مهندسی مکانیک سنگ
4. مهندسی فرآوری

- مهندسی کشاورزی

1. مهندسی توسعه روستایی
2. مهندسی بیوتکنولوژی (زیست‌فناوری)
3. مهندسی آب
4. مهندسی باغبانی
5. مهندسی خاک‌شناسی
6. مهندسی تولید و ژنتیک گیاهی
7. مهندسی علوم دامی - تغذیه
8. مهندسی علوم دامی - فیزیولوژی
9. مهندسی علوم دامی - اصلاح نژاد
10. مهندسی علوم و صنایع غذایی
11. مهندسی گیاه پزشکی
12. مهندسی مکانیک ماشین‌های کشاورزی

- مهندسی منابع طبیعی

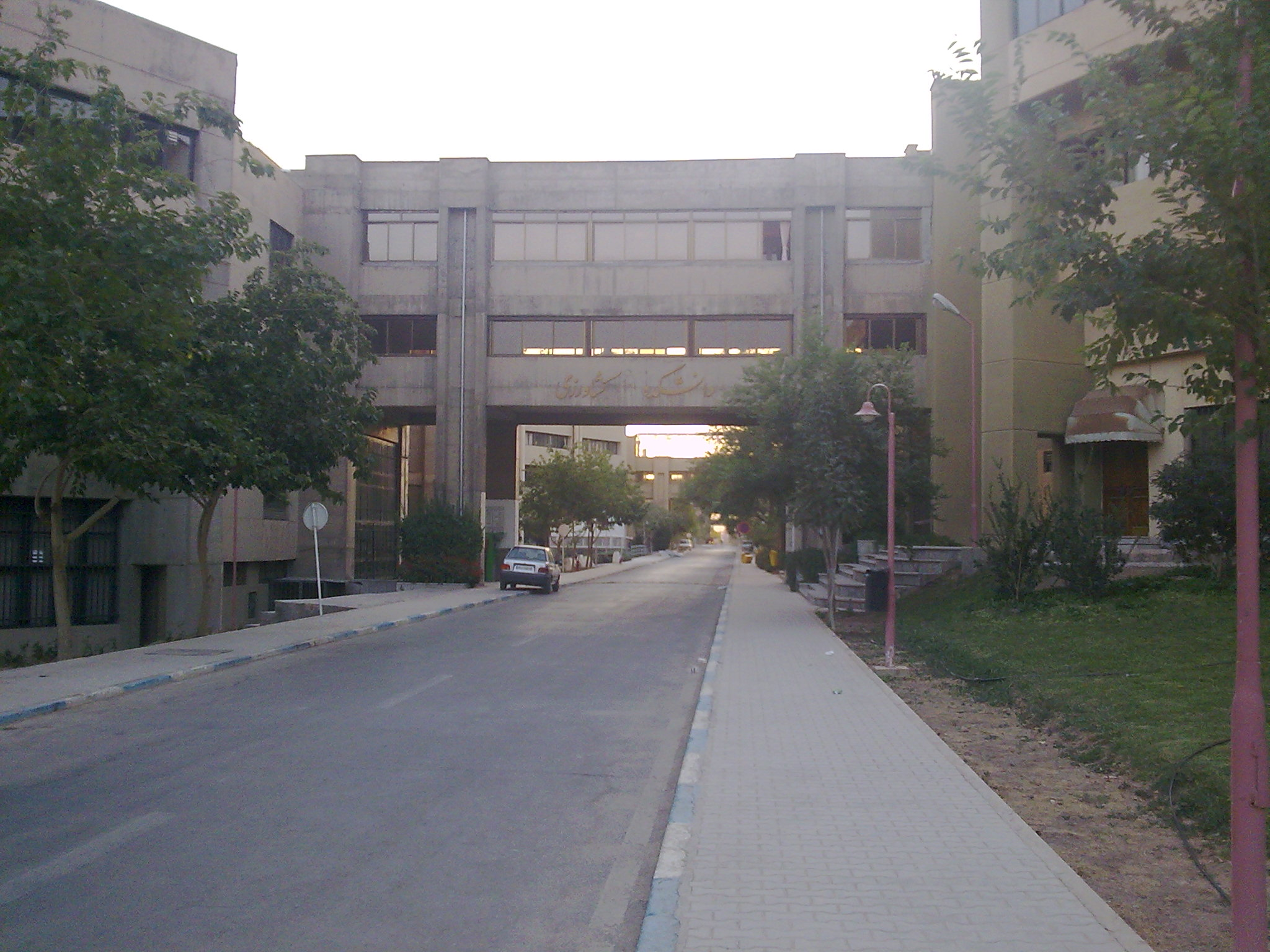
دانشکده کشاورزی دانشگاه صنعتی اصفهان

1. مهندسی محیط زیست - ارزیابی و آمایش سرزمین
2. مهندسی محیط زیست - آلودگی‌های زیست‌محیطی
3. مهندسی محیط زیست - تنوع زیستی
4. مهندسی شیلات
5. مهندسی مرتع و آبخیزداری - مرتع‌داری
6. مهندسی مرتع و آبخیزداری - بیابان‌زدایی

## پژوهشکده‌های دانشگاه
- پژوهشکده اویونیک
- پژوهشکده فولاد
- پژوهشکده آب و فاضلاب
- پژوهشکده علوم و تکنولوژی زیر دریا
- پژوهشکده نانو فناوری و مواد پیشرفته
- پژوهشکده فناوری اطلاعات و ارتباطات
- پژوهشکده زیست فناوری و مهندسی زیستی

## مراکز آموزشی

آمفی تئاتر دانشگاه صنعتی اصفهان

- کتابخانه مرکزی و انتشارات
- مرکز فناوری اطلاعات
- مرکز آموزش‌های الکترونیکی و آزاد
- فناوری و ارتباط با صنعت
- مرکز تخصصی آپا
- مرکز ابررایانه ملی شیخ‌بهایی
- آزمایشگاه مرکزی
- مدیریت نوآوری و تجاری سازی فناوری
- مرکز آموزش مهارت‌های فنی و مهندسی
- مرکز پژوهشی کشت بدون خاک
- مرکز تربیت بدنی
- مرکز معارف اسلامی و ادبیات فارسی
- مرکز زبان
- پردیس
- مرکز کارآفرینی

## قطب‌ها
- قطب رادار کشور[۱۷]
- قطب حسگر و شیمی سبز
- قطب بیوتکنولوژی
- قطب فناوری در صنعت فولاد
- قطب مدیریت ریسک و بحران‌های طبیعی
- زیست فناوری و مهندسی زیستی[۱۸]

## نرم‌افزارها
- سیستم گلستان

## فعالیت‌های دانشجویی
تشکلهای دانشجویی فعال در دانشگاه صنعتی اصفهان عبارتند از:
- کانون هلال احمر دانشگاه صنعتی اصفهان
- کانون فرهنگی اجتماعی پنجره
- کانون هنری نگاره
- کانون ایرانگردی آریا
- کانون فیلم و عکس
- کانون کوهنوردی
- کانون ادبی
- کانون موسیقی
- کانون تئاتر
- کانون خیریه بچه‌های آسمان
- جامعه اسلامی دانشجویان دانشگاه صنعتی اصفهان
- انجمن اسلامی دانشجویان دانشگاه صنعتی اصفهان
- بسیج دانشجویی دانشگاه صنعتی اصفهان
- جهاد علمی دانشجویان دانشگاه صنعتی اصفهان
- شورای صنفی دانشجویان
- انجمن‌های علمی - دانشجویی
- شاخه دانشجویی IEEE دانشگاه صنعتی اصفهان
- جمعیت سفیر دانشجویان[۱۹]
- تشکل دانشجویی آرمان
- کانون قرآن و عترت دانشگاه صنعتی اصفهان
- مجموعه فرهنگی مسجد فاطمه زهرا سلام الله علیها

## افتخارات دانشگاه

### رتبه‌بندی‌های بین‌المللی
- بر اساس جدیدترین رتبه‌بندی us news در سال ۲۰۲۱ این دانشگاه بالاتر از دانشگاه‌های صنعتی شریف، صنعتی امیرکبیر، علم و صنعت، صنعتی خواجه نصیر الدین طوسی و صنعتی نوشیروانی بابل به عنوان برترین دانشگاه صنعتی کشور انتخاب شد. همچنین بر اساس us news دانشگاه صنعتی اصفهان به عنوان چهارمین دانشگاه کشور انتخاب شد.
- دانشگاه صنعتی اصفهان، در سال ۲۰۱۲ از طرف پایگاه استنادی علوم جهان اسلام (ISC) درآخرین گزارش آن از پیشتازان علم درکشور، به عنوان چهارمین دانشگاه در میزان تولید علم کشور طی سه دهه گذشته اعلام شده‌است. در این گزارش که به بررسی وتحلیل تولید علم کشور طی سال‌های ۱۹۷۰ تا ۲۰۱۲ پرداخته‌است، دانشگاه صنعتی اصفهان پس از دانشگاه‌های علوم پزشکی تهران، تهران و مجموعه دانشگاه آزاد اسلامی جایگاه چهارم تولید علم کشور طی این مدت را به خود اختصاص داده‌است.
- در گزارش پایگاه استنادی ISC، سهم دانشگاه صنعتی اصفهان به عنوان برترین دانشگاه صنعتی کشور در تولید علم طی سه دهه گذشته ۶٫۵۵ درصد کل تولیدات علمی کشور است که پس از دانشگاه تهران جایگاه دوم در میان مراکز آموزش عالی وزرات علوم، تحقیقات وفناوری را بدست آورده‌است. همچنین در آوریل ۲۰۱۳ میلادی در جدیدترین رتبه‌بندی مؤسسه تایمز به عنوان یکی از معتبرترین مراکز رتبه‌بندی دانشگاه‌های جهان، برای نخستین بار دانشگاه صنعتی اصفهان در فهرست یکصد دانشگاه ممتاز قاره آسیا قرار گرفت، در این گزارش دانشگاه صنعتی اصفهان پس از دانشگاه صنعتی شریف برترین دانشگاه صنعتی کشور است.
- تعداد مقالات ISI منتشر شده از محققان و پژوهشگران دانشگاه صنعتی اصفهان در سال ۲۰۱۱ برابر ۲۷ مقاله و از ابتدای سال جاری میلادی تا ماه نوامبر نیز ۵۹۶ مقاله است.[۲۰]
- در سال ۲۰۱۵ در نظام رتبه‌بندی لایدن، دانشگاه صنعتی اصفهان در صدر فهرست برترین دانشگاه‌های ایران بر حسب شاخص‌های مرجعیت علمی و دیپلماسی علمی قرار گرفت.[۲۱]
- در رتبه‌بندی مؤسسه معتبر بین‌المللی تایمز در سال ۲۰۱۵ نیز با کسب رتبه ۶۳، ضمن قرارگیری مجدد در فهرست یکصد دانشگاه برتر با کمتر از ۵۰ سال قدمت جهان، ۲۹ رتبه ارتقاء یافت.[۲۲]
- براساس رتبه‌بندی نظام رتبه‌بندی بین‌المللی سای ویژنز(scivisions)در سال ۲۰۱۶، دانشگاه صنعتی اصفهان در صدر فهرست ۹ دانشگاه برتر کشور در بُعد پژوهش، فناوری و نوآوری قرار گرفته‌است.[۲۳]
- براساس رتبه‌بندی سال ۲۰۱۷ نظام رتبه‌بندی لایدن دانشگاه صنعتی اصفهان با ۴۲ پله صعود نسبت به سال ۲۰۱۶، در جایگاه ۴۲۱ ام از ۹۰۲ دانشگاه برتر جهان و جایگاه ششم کشور بر حسب شاخص مرجعیت علمی قرار گرفت.[۲۴]
- براساس رتبه‌بندی سال ۲۰۱۸ نظام رتبه‌بندی یو.اس. نیوز، دانشگاه صنعتی اصفهان پس از دانشگاه‌های تهران، آزاد اسلامی کرج و صنعتی شریف در جایگاه چهارم قرار گرفت.[۲۵]
- براساس رتبه‌بندی ویرایش ۲۰۲۰ نظام رتبه‌بندی یو.اس. نیوز، دانشگاه صنعتی اصفهان پس از دانشگاه‌های تهران، مجموعه دانشگاه‌های آزاد اسلامی و صنعتی شریف در جایگاه چهارم ایران و دربین ۶۰۰ دانشگاه معتبر جهان قرار گرفت.[۲۶]

## همکاری با سایر مراکز علمی

### مأموریت‌های ملی بین‌المللی
- مرجعیت ملی همکاری با پروژه جهانی سرن (CERN)[۲۷]
- تعیین دانشگاه صنعتی اصفهان به عنوان مرجع ملی همکاری ایران با پروژه بین‌المللی سزامی (SESAME)[۲۷]
- پذیرش دانشگاه صنعتی اصفهان به عنوان نخستین دانشگاه ایرانی به عضویت آزمایش CMS نهاد معتبر علمی سرن (CERN) یا مرکز پژوهش‌های هسته‌ای اروپا[۲۸]
- انتخاب دانشگاه صنعتی اصفهان برای پیگیری تعاملات و ارتباطات علمی و دانشگاهی ایران با سوئیس[۲۹]و تأسیس میز تبادلات علمی ایران و سوئیس در دانشگاه صنعتی اصفهان[۲۷]
- همچنین چندین تفاهمنامه همکاری بین این دانشگاه و دانشگاه‌های تاجیکستان با همکاری سفارت جمهوری اسلامی ایران در سال ۸۸ منعقد گردیده‌است.۲[پیوند مرده]

### همکاری‌های داخلی
- دانشگاه صنعتی اصفهان در حال حاضر همکاری علمی و فنی با سایر دانشگاه‌ها و مراکز دولتی ایران دارد که از آن جمله همکاری با وزارت ارتباطات و فناوری اطلاعات و دانشکده وابسته به آن یعنی دانشکده پست و مخابرات ایران (واحد تهران و اصفهان) و مرکز رشد ICT این دانشکده در اصفهان دارد. ۱
- دانشگاه در سال‌های اخیر همکاریهایی با ستاد توسعه زیست‌فناوری کشور جهت دستاوردها، توانمندی‌ها و فعالیت‌های علمی، صنعتی، تجاری و خدماتی زیست‌فناوری کشور داشته‌است.۳
- مجری طرح «منشأیابی و سهم بندی ذرات معلق هوا و اولویت بندی کانون‌های مولد آن در کلانشهر اصفهان» شد که اداره کل حفاظت محیط زیست استان و معاونت‌های حمل و نقل و ترافیک، خدمات شهری و برنامه‌ریزی و توسعه سرمایه انسانی شهرداری اصفهان ناظر بر این طرح پژوهشی بودند.[۳۰]

## رؤسای پیشین دانشگاه[۳۱]
| ردیف | رئیس دانشگاه               | آغاز به کار    | پایان          | رشته            |
| ---- | -------------------------- | -------------- | -------------- | --------------- |
| ۱    | محمدرضا سعیدی              | ۱ اسفند ۱۳۵۷   | ۱۳ شهریور ۱۳۵۸ | شیمی            |
| ۲    | سید حسین طاهری             | ۱۳ شهریور ۱۳۵۸ | ۹ مهر ۱۳۵۹     |                 |
| ۳    | محمدعلی نجفی               | ۹ مهر ۱۳۵۹     | ۱۰ شهریور ۱۳۶۰ | ریاضی           |
| ۴    | محمدمهدی سعادتپور          | ۱۰ شهریور ۱۳۶۰ | ۱۷ مرداد ۱۳۶۲  | مهندسی عمران    |
| ۵    | احمد ابریشم‌چی              | ۱۷ مرداد ۱۳۶۲  | ۸ اسفند ۱۳۶۴   | مهندسی منابع آب |
| ۶    | محمد شاهدی                 | ۸ اسفند ۱۳۶۴   | ۱ مهر ۱۳۶۸     | کشاورزی         |
| ۷    | مرتضی سقاییان‌نژاد          | ۱ مهر ۱۳۶۸     | ۷ دی ۱۳۷۶      | مهندسی برق      |
| ۸    | علی آهون‌منش                | ۷ دی ۱۳۷۶      | ۱ خرداد ۱۳۸۲   | گیاه‌پزشکی       |
| ۹    | محمدحسن عباسی              | ۱ خرداد ۱۳۸۲   | ۱ آبان ۱۳۸۴    | پردازش مواد     |
| ۱۰   | غلامرضا قربانی             | ۱ آبان ۱۳۸۴    | ۱۲ بهمن ۱۳۸۸   | کشاورزی         |
| ۱۱   | محمداسماعیل همدانی گلشن    | ۱۲ بهمن ۱۳۸۸   | ۶ شهریور ۱۳۹۲  | مهندسی برق      |
| ۱۲   | محمود مدرس هاشمی           | ۶ شهریور ۱۳۹۲  | ۵ خرداد ۱۳۹۸   | مهندسی برق      |
| ۱۳   | مهدی ابطحی فروشانی         | ۵ خرداد ۱۳۹۸   | ۱۲ آبان ۱۴۰۰   | مهندسی عمران    |
| ۱۴   | سید علی‌محمد میرمحمدی میبدی | ۱۲ آبان ۱۴۰۰   | ۲۸ تیر ۱۴۰۴    | اصلاح نباتات    |
| ۱۵   | مهدی ابطحی فروشانی         | ۲۸ تیر ۱۴۰۴    | اکنون          | مهندسی عمران    |

## رویدادهای مهم سال‌های اخیر

### تدفین شهدای گمنام
در ۲۷ آذر ۱۳۸۶ سه تن از اجساد بی‌نشان جنگ ایران و عراق (معروف به شهدای گمنام) در دانشگاه صنعتی اصفهان به خاک سپرده شدند. چهارده سال بعد (آبان ۱۴۰۰) هویت یکی از آنان به نام حسین شکرائیان از طریق آزمایش DNA مشخص شد.

### اعتراضات پس از انتخابات ۲۲ خرداد
در شبانگاه روز شنبه ۲۳ خرداد ۱۳۸۸، پس از اعلام نتایج اولیه انتخابات ریاست جمهوری ایران، در دانشگاه صنعتی اصفهان اعتراضات گسترده‌ای صورت گرفت. این اعتراضات منجر به شکستن شیشه‌های برخی ساختمان‌های دانشگاه و به آتش کشیدن آمفی تئاتر و تالار شهید فتوحی گردید که در مجموع به گفته قربانی رئیس دانشگاه، زیان بیست و پنج میلیارد ریالی را برای دانشگاه در پی داشت. مسئولان دانشگاه صنعتی اصفهان و نیروی انتظامی ادعا کرد معترضین قصد ورود به محوطه خوابگاه دختران را داشتند و به همین علت یگان ویژهٔ نیروی انتظامی به داخل دانشگاه و خوابگاه محل سکونت دانشجویان وارد شد. اعتراضات فوق که توسط دانشجویان انجام شده بود منجر به تعطیلی دو هفته‌ای دانشگاه در ایام امتحانات شد.

### وقایع دوره ریاست همدانی گلشن
در تیر ماه سال ۱۳۹۱، جمعی از استادان دانشگاه، با انتشار بیانیه‌ای در سایت الف، برکناری فوری رئیس دانشگاه را خواستار شدند.
البته در همین دوران، پروژه‌های عمرانی مورد توجه ویژه قرار گرفت و علاوه بر سرعت یافتن ساخت و ساز پروژه‌های در دست احداث پیشین، پروژه‌های جدیدی نیز آغاز به ساخت و ساز کردند. اتمام ساخت ساختمان دو دانشکدهٔ جدید به منظور افزایش فضای درسی، اتمام جادهٔ درب شمالی دانشگاه، تأسیس بازارچه خدماتی پردیس، ساخت مجموعهٔ رفاهی صدف در محوطهٔ خوابگاه خواهران، و ساخت سولهٔ ورزشی مختص خواهران از جملهٔ پروژه‌های پایان یافته در این زمان هستند.
اختلاف وی با طراح و توسعه دهنده طرح ابررایانه ملی شیخ بهایی باعث شد عملاً مدتی این طرح متوقف شود و با اینکه هزینه زیادی برای آن شده بود بهره‌برداری از آن متوقف شد. بعداً با میانجی‌گری پروفسور هادی اکبرزاده و دکتر سیّد جواد هاشمی‌فر و پیوستن آن‌ها به عنوان اعضای هیئت امنا به طرح، بهره‌برداری از آن آغاز شد.

### برکناری همدانی گلشن
با روی کار آمدن حسن روحانی و انتخاب جعفر توفیقی به عنوان سرپرست وزارت علوم، کمپین‌های اعتراضی در اینترنت و سایت‌ها و شبکه‌های اجتماعی جهت درخواست برای برکناری رؤسای دانشگاه‌ها شکل گرفت. سرانجام، محمد اسماعیل همدانی گلشن در ۵ شهریور ۱۳۹۲ برکنار محمود مدرس هاشمی، عضو هیئت علمی گروه مخابرات دانشکده برق و کامپیوتر جانشین وی شد.

### استعفا مدرس هاشمی
در ۵ خرداد ۱۳۹۸ و در پی استعفا محمود مدرس هاشمی، با حکم منصور غلامی، وزیر علوم، تحقیقات و فناوری دکتر سید مهدی ابطحی با حفظ سمت رئیس شهرک علمی وتحقیقاتی اصفهان به سمت سرپرست دانشگاه صنعتی اصفهان منصوب گردید. در تاریخ ۱۲ شهریور ماه همان سال با تصویب شورای عالی انقلاب فرهنگی مهدی ابطحی به ریاست دانشگاه صنعتی اصفهان منصوب گردید.

### آمار خودکشی در دانشگاه
سال ۱۳۸۹، معاون مرکز مشاوره دانشگاه صنعتی اصفهان بیان کرد هر ترم حدود ۸ نفر از دانشجویان این دانشگاه اقدام به خودکشی می‌کنند.در سالهای اخیر نیز چندین مورد خودکشی در این دانشگاه رخ داده‌است.طی یک پژوهش علمی ۲۶ درصد دانشجویان این دانشگاه دارای افکار خودکشی بوده و سکونت در خوابگاه یکی از عوامل تشدید کننده این افکار بوده‌است یکی دیگر از این عوامل قوانین سخت آموزشی این دانشگاه است.

## استادان برجسته
ولی‌الله طحانی
بنیانگذار سیستم‌های فازی در ایران
ناصر قدیری مدرس:
قدیری تحصیلات کارشناسی خود را در دانشکده برق و کامپیوتر، دانشگاه صنعتی اصفهان در رشته کامپیوتر گرایش سخت‌افزار و کارشناسی ارشد خود را در دانشکده مهندسی کامپیوتر، دانشگاه شیراز در رشته کامپیوتر گرایش هوش مصنوعی و رباتیک و دکترای خود را در دانشکده فنی و مهندسی، دانشگاه اصفهان در رشته کامپیوتر گرایش نرم‌افزار به انجام رساند. وی دارای بیش از ۱۸ سال تجربه کار در بخشهای خصوصی و دولتی و اجرا و نظارت پروژهای فناوری اطلاعات و ارتباطات در سطح شهری و ملی بوده‌است. قدیری علاوه بر استادی دانشگاه صنعتی اصفهان سمت مشاور رئیس دانشگاه علوم پزشکی اصفهان در امور فناوری اطلاعات و سرپرست مدیریت آمار و فناوری اطلاعات را نیز برعهده دارد.
محمدجواد امیدی:
محمد جواد امیدی در سال ۱۳۷۷ در رشته الکترونیک از دانشگاه تورنتو کانادا فارغ‌التحصیل شد و سپس دوره فوق دکتری خود را در همین دانشگاه در زمینه مخابرات سیستم به پایان رساند. وی از بنیان‌گذاران چند شرکت موفق در زمینه‌های مختلف همچون تجارت الکترونیک و طراحی سیستم‌های الکترونیکی ومخابراتی در کانادا و آمریکا بوده‌است. امیدی دارای مقالات متعدد در ژورنال‌ها و کنفرانسهای علمی است و داوری کنفرانس‌های متعددی را به عهده داشته‌است. وی بیش از ده اختراع (Patent) را در آمریکا و کانادا و دو اختراع را به صورت جهانی ثبت نموده‌است.
از سوابق اجرایی وی علاوه بر مدیریت شرکت‌ها در بخش خصوصی می‌توان به مواردی همچون ریاست مرکز فناوری اطلاعات دانشگاه صنعتی اصفهان، مشاور فناوری اطلاعات و ارتباطات استانداری اصفهان، ریاست دانشکده برق و کامپیوتر دانشگاه صنعتی اصفهان، معاونت توسعه فناوری شهرک علمی و تحقیقاتی اصفهان، رئیس مرکز منطقه‌ای توسعه مراکز رشد و پارکهای علم و فناوری کشورمعاونت پژوهش و فناوری دانشگاه صنعتی اصفهان اشاره نمود.
در حال حاضر امیدی عضو هیئت علمی و استاد دانشکده برق و کامپیوتر دانشگاه صنعتی اصفهان و مدیر کل ارتباطات و فناوری اطلاعات استان اصفهان است و مدیریت مؤسسه دفتر منطقه‌ای آیریس وابسته به یونسکو، عضو هیئت مدیره سازمان فاوا شهرداری اصفهان و قائم مقام رئیس دانشگاه صنعتی اصفهان در امور بین‌الملل و توسعه ساختارهای فناوری را نیز به عهده دارد. زمینه‌های مورد علاقه وی در امر پژوهش و تدریس شامل مخابرات دیجیتال، رادیوهای هوشمند، مخابرات بی‌سیم و روش‌های پیاده‌سازی الگوریتم‌های مخابراتی است.

### استادان نمونه کشوری
- دکتر سید محمود مدرس هاشمی، استاد دانشکده مهندسی برق و کامپیوتر دانشگاه صنعتی اصفهان به عنوان یکی از ۱۶ استاد نمونه کشور در سال ۱۳۹۹ معرفی شد.[۶۶]
- قاسم مصلحی استاد پایه ۳۳ رشته مهندسی صنایع به عنوان یکی از ۱۳ استاد نمونه کشور در سال ۱۳۹۸ معرفی شد.[۶۷]
- انجمن مهندسین برق و الکترونیک (IEEE) بخش ایران، جایزه آموزشی دکتر جبه دار در سال ۱۳۹۷ را به دکتر علی محمد دوست حسینی، عضو هیئت علمی دانشکده مهندسی برق و کامپیوتر دانشگاه صنعتی اصفهان اعطاء کرد.[۶۸]

## دانش آموختگان و استادان سرشناس
- سید علی محمد میرمحمدی میبدی
- محمدعلی نجفی
- احمد شیرزاد
- مرتضی سقائیان نژاد
- اسفندیار رحیم مشایی
- حمید بقایی
- مسعود نیلی
- محمود حجتی
- فرح کریمی
- محسن فخری زاده
- علی فدوی